# Jan Jędrzejowicz (rotmistrz)

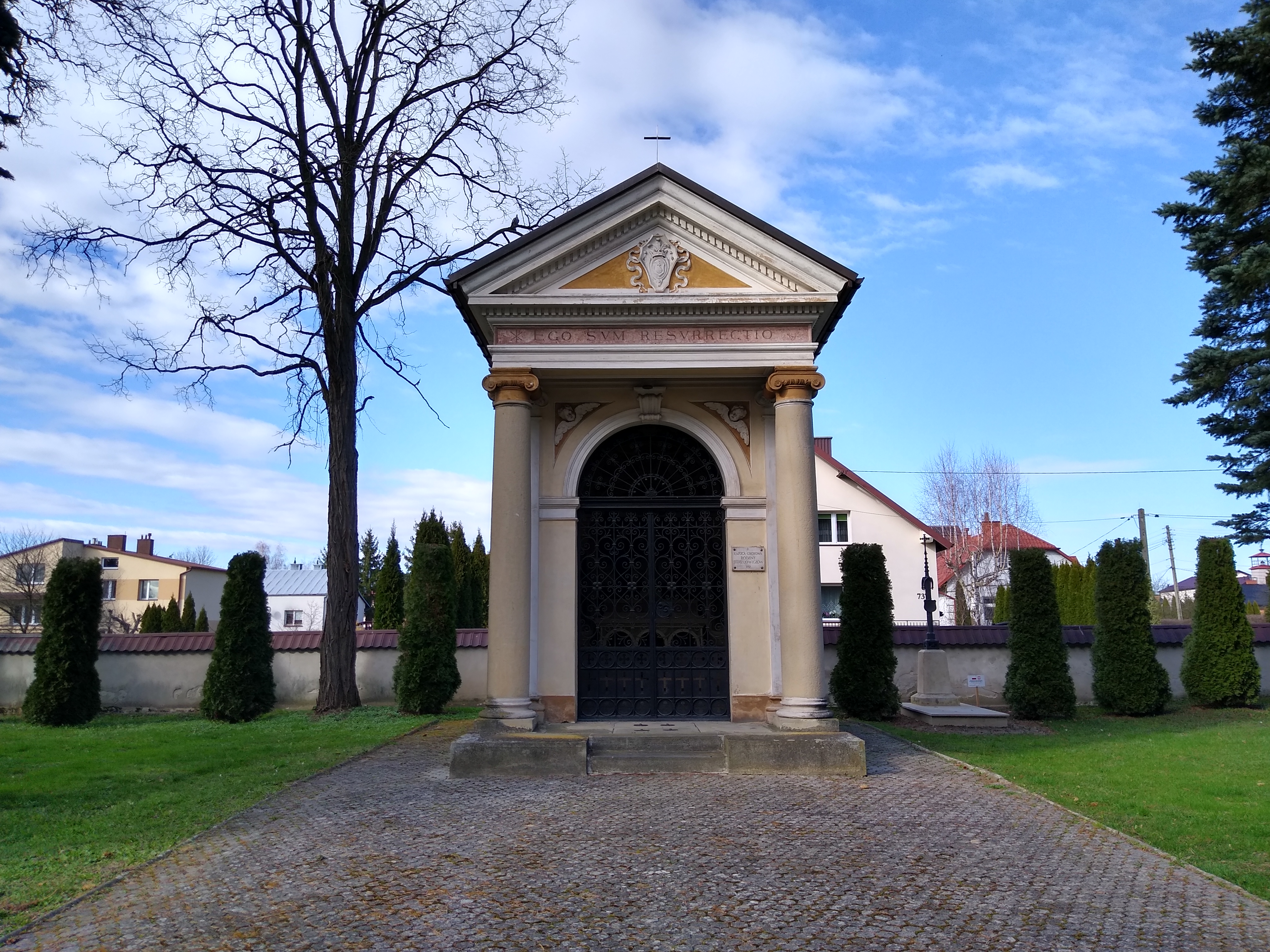
Kaplica grobowa rodziny Jędrzejowiczów w Zaczerniu

Jan Kanty Feliks Marian Szołucha Jędrzejowicz (ur. 23 stycznia 1879 w Krakowie, zm. 22 sierpnia 1942) – rotmistrz Wojska Polskiego, ziemianin polski z terenu Galicji, c. k. szambelan, marszałek rady powiatu rzeszowskiego w okresie II Rzeczypospolitej i dowódca Garnizonu w Rzeszowie podczas wojny polsko-bolszewickiej w 1920.

## Życiorys
Urodził się 23 stycznia 1879 w Krakowie, w rodzinie polskich Ormian Adama i Gabrieli z Mierów.
W czerwcu 1897 zdał maturę z odznaczeniem w c. k. III Gimnazjum w Krakowie. Studiował prawo i ekonomię na uniwersytetach w Krakowie, Wiedniu, Berlinie i Halle. W 1903 ukończył po czterech latach Królewską Wyższą Szkołę Rolniczą w Berlinie (Königliche Landwirthschaftliche Hochschule zu Berlin).
Od października 1900 pełnił zawodową służbę w cesarskiej i królewskiej Armii. Jego oddziałem macierzystym był Pułk Huzarów Nr 8 w Jarosławiu. Na podporucznika został mianowany ze starszeństwem z 1 listopada 1902. W lutym 1904 został przeniesiony do Galicyjskiego Pułku Ułanów Nr 3, który wówczas stacjonował w Wiedniu. W 1905 został urlopowany, a w 1907 przeniesiony do rezerwy z przydziałem w rezerwie do macierzystego pułku. Na stopień porucznika rezerwy awansował ze starszeństwem z 1 maja 1909. W szeregach tego oddziału walczył na frontach I wojny światowej. Na stopień rotmistrza rezerwy awansował ze starszeństwem z 20 listopada 1914.
7 maja 1919 został przyjęty do Wojska Polskiego z zatwierdzeniem posiadanego stopnia rotmistrza ze starszeństwem od dnia 20 listopada 1918, zaliczeniem do I Rezerwy armii i jednoczesnym powołaniem do służby czynnej na czas wojny oraz przydzielony służbowo do 8 Pułku Ułanów Księcia Józefa Poniatowskiego. Od 7 lipca do 14 października 1920 był dowódcą rzeszowskiego garnizonu. W 1922 został zdemobilizowany i przydzielony w rezerwie do 8 Pułku Strzelców Konnych, a od następnego roku do 8 Pułku Ułanów. 8 stycznia 1924 został zatwierdzony w stopniu rotmistrza ze starszeństwem z 1 czerwca 1919 i 51. lokatą w korpusie oficerów rezerwy jazdy.
W 1914 przejął od ojca zarządzanie majątkiem, którego właścicielem prawnym został jako jedyny syn 20 września 1922. Wartość majątku spadkowego wynosiła 844 tys. zł przy zadłużeniu 32,4 tys. zł, a w jego skład wchodziły Staromieście, Zaczernie i nabyty od Włodzimierza Borowskiego w 1895 Głogów Małopolski. Jędrzejowicz należał do 500 najbogatszych właścicieli ziemskich w II Rzeczypospolitej, do jego posiadłości należały parcele budowlane w Rzeszowie i 3 tys. ha lasów. Będąc największym właścicielem ziemskim okolic Rzeszowa, podobnie jak przodkowie przewodniczył jako marszałek Radzie Powiatowej (co najmniej od 1914). Wszedł obok Jana Gumińskiego, Romana Krogulskiego i Andrzeja Pluty do Rzeszowskiej Powiatowej Komisji Ziemskiej, powołanej do przeprowadzenia parcelacji wielkich majątków ziemskich na mocy ustawy o reformie rolnej z 15 lipca 1920. Skład komisji został 9 listopada 1920 oprotestowany w starostwie przez zebranych na wiecu działaczy PSL-Lewicy i posłów PSL-„Piast” jako hamujący reformę.
Po krewnym Stanisławie (zm. 1925) przejął zarząd podupadłego majątku Czaple i uzyskał dzięki swoim wpływom od Urzędu Ziemskiego w Przemyślu cofnięcie jego parcelacji. Wbrew warunkom tej decyzji usunął z Czapel dzierżawców żydowskich i zastąpił ich w 1922 polskimi, których zobowiązał do inwestycji naprawczych na własny rachunek i do wprowadzenia w majątku hodowli koni, co zapewniało wyłączenie z parcelacji. Otrzymał Czaple na własność w 1931, a w 1933 sprzedał je Stefanowi Gumińskiemu, sąsiadowi z Zalesia.
W 1936 jego majątek w Staromieściu został z powodu długów po nieudanych inwestycjach zagranicznych na kredyt i kryzysie z lat 1929–1936 przeniesiony pod zarząd przymusowy, a folwark w Trzebownisku wystawiony na licytację w ramach reformy rolnej. Po 1939 okupacyjne władze niemieckie zniosły zarząd przymusowy Staromieścia i przekazały je właścicielowi, który mimo nadzoru niemieckiego zaopatrywał oddziały Armii Krajowej (AK), a także organizował tajne nauczanie i zatrudniał Żydów z getta w Rzeszowie.
Zmarł w 1942 r. w Rzeszowie i został pochowany w rodzinnej kaplicy na cmentarzu w Zaczerniu.

## Działalność społeczna, gospodarcza i polityczna
Działał na rzecz rewindykacji i zabezpieczania dóbr kultury. W latach 1936–1939 był prezesem założonego w kwietniu 1935 Towarzystwa Regionalnego Ziemi Rzeszowskiej, którego zadaniem była organizacja Muzeum Ziemi Rzeszowskiej. Był kolekcjonerem i znawcą umundurowania wojsk polskich. Sprawował funkcję prezesa Bursy Wojewódzkiej we Lwowie i łowczego powiatowego w Rzeszowie.
Zajmował stanowisko prezesa rad nadzorczych w krakowskich spółkach akcyjnych Barwa Polska i Zakłady Przemysłu Szkolnego, w Przędzalni Głogów „Gospodarz” i w Towarzystwie Zaliczkowym i Kredytowym w Rzeszowie, był członkiem rady nadzorczej Fabryki Czekolady A. Piasecki S.A. w Krakowie.
Angażował się politycznie w obronie wielkiej własności ziemskiej. Od 1926 zasiadał w zarządzie Towarzystwa Rolniczego Okręgowego w Rzeszowie. Wchodził podobnie jak ojciec w skład Wydziału Stronnictwa Prawicy Narodowej w Krakowie, po rozwiązaniu tej partii w 1937 należał do Obozu Zjednoczenia Narodowego.

## Rodzina
Ze związku z Marią Natalią Tyszkiewicz-Kalenicką (1888–1947), poślubioną w 1912 w Krakowie, miał sześcioro dzieci, w tym syna Jana Grzegorza (1919–2008), oficera wywiadu AK, żonatego z Zofią (ur. 1924), córką prominentnego polityka endeckiego Edwarda Dubanowicza. W 1944 wdowa przeniosła się z córkami do mieszkania w Rzeszowie, pozostawiając Jana Grzegorza przy rządcy majątku, a w 1945 do Gliwic, gdzie zmarła. Pochowana została obok męża w Zaczerniu.

## Ordery i odznaczenia
- Krzyż Zasługi Wojskowej III klasy z dekoracją wojenną za znakomitą działalność w służbie przed nieprzyjacielem na polu[35] i mieczami[14]
- Brązowy Medal Zasługi Wojskowej z mieczami na wstążce Krzyża Zasługi Wojskowej[14]
- Krzyż Jubileuszowy Wojskowy[14]